# Ignasi Maria Despujol i de Sabater
Ignasi Maria Despujol i de Sabater (Manresa, 1867 - Barcelona, 1959), fou un militar que va ocupar els càrrecs de governador civil i capità general de Catalunya (1930). Va ser president de l'Ateneu Barcelonès (1939).
Era fill del també militar Ramon Despujol i Dussay i nebot d'Eulogio Despujol y Dusay qui havia estat capità general de Catalunya entre 1896-1899 i que havia declarat l'estat de guerra en produir-se el Tancament de Caixes. Pertanyien a una nissaga familiar de nobles, marquesos de Palmarola i comtes de Fonollar. El seu germà era Ramón Despujol y Sabater, marquès d'Oliver i militar com ell, que va estar a les Filipines.
És ascendit a tinent de l'Estat Major de l'exèrcit el 6 d'agost de 1895, tinent coronel el 7 de desembre de 1920.
Va participar en la guerra de les Filipines (1898) i del Rif (1921), com a cap d'estat major; prengué part en la retirada de Xauen i en el desembarcament d'Alhucemas.
Va estar destinat a Valladolid (1917), i l'agost de 1924, quan era general de divisió, va rebre la Gran Creu de Reial i Militar Orde de Sant Hermenegild.
El 1930 va ser ascendit al rang de tinent general ocupant la vacant que havia deixat Primo de Rivera dins l'escalafó; aquell mateix any va ser nomenat capità general de Catalunya, càrrec del qual va ser destituït el 17 d'abril de 1931, amb la segona república espanyola.
El 23 de març de 1939 es va traslladar a Barcelona. Amb la victòria franquista sobre Barcelona el febrer de 1939, la direcció de l'Ateneu Barcelonès havia estat punt d'interès pel Frente de Juventudes falangista, però els serveis d'ocupació, influenciats per Juan Ramón Masoliver, fundador de Destino i persona de confiança de Dionisio Ridruejo, varen decidir crear una junta amb una combinació de persones adscrites al règim i d'intel·lectuals, presidides per Ignasi Despujol. Comptava a la seva junta amb el mateix Masoliver, Carles Fages de Climent, Ferran Valls i Taberner, Ignasi Agustí i Peypoch qui anys més tard seria president i Carles Sentís, entre d'altres.
Va deixar la presidència al cap de poc, adduint raons familiars, i va ser substituït per Luys Santa Marina, de tendència falangista. En la seva curta estada es va engegar el procediment de depuració dels socis no afins al nou règim, basat en una triple classificació: els de "categoria A" podien seguir tal qual, els "C" eren els que havien tingut una actuació dubtosa i la seva continuïtat restava en mans de la junta, i els "B" que eren considerats "incompatibles amb la vida de l'Ateneu dins la vida nacional d'Espanya".
L'octubre de 1957 va rebre la Gran Creu del Mèrit Militar amb distintiu blanc per la seva trajectòria.